# Cavalieri di San Lazzaro

Stemma dell'Ordine di San Lazzaro

I cavalieri di San Lazzaro, o Lazzariti, furono religiosi ospedalieri e militari appartenenti all'Ordine Militare e Ospedaliero di San Lazzaro di Gerusalemme, un ordine costituitosi a Gerusalemme nel XII secolo, nato per dare cure e assistenza ai lebbrosi, come il loro santo patrono, il Lazzaro della parabola, e soppresso, per il ramo italiano, nel XVI secolo.

## Storia

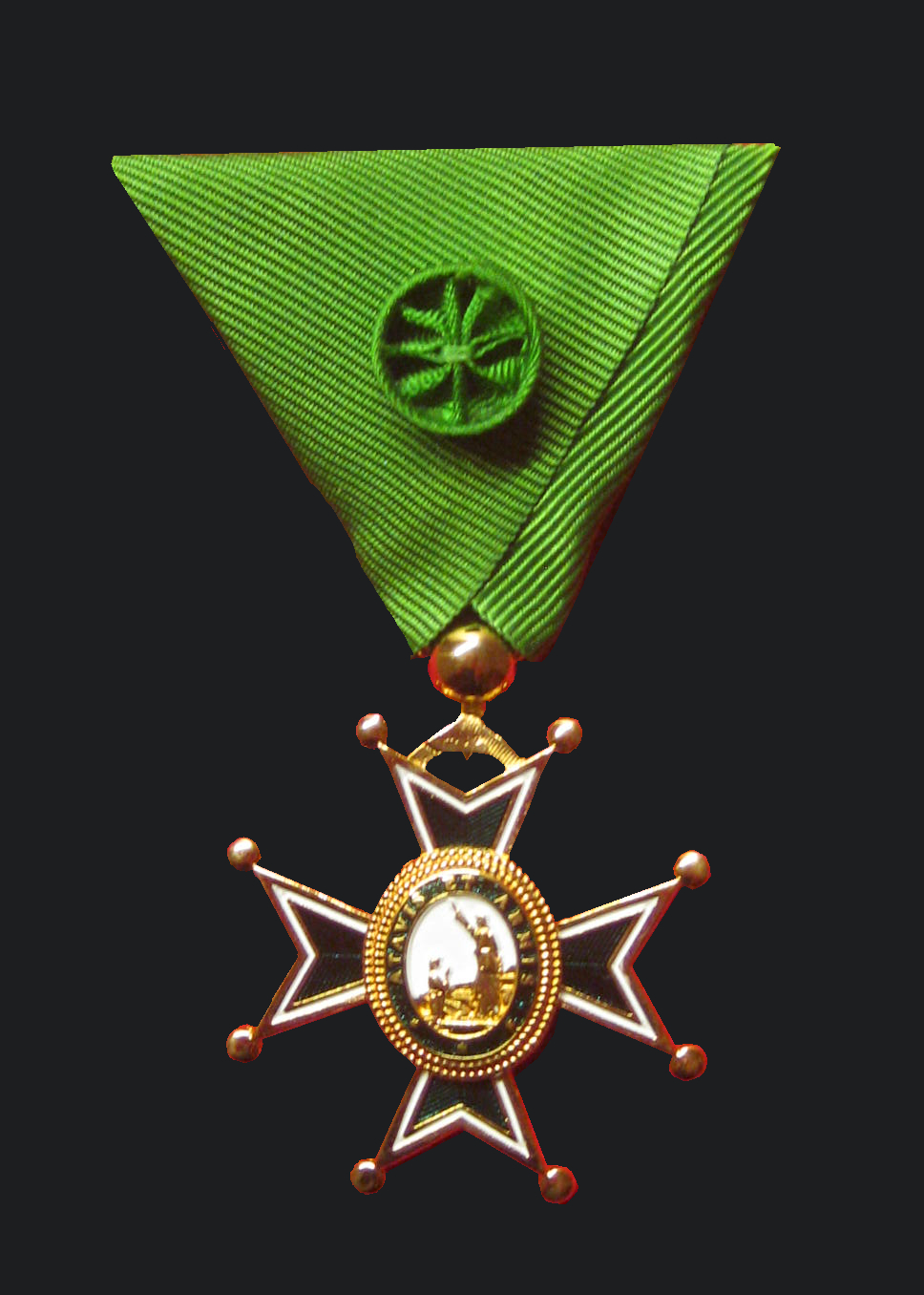
Insegna dei Cavalieri di San Lazzaro

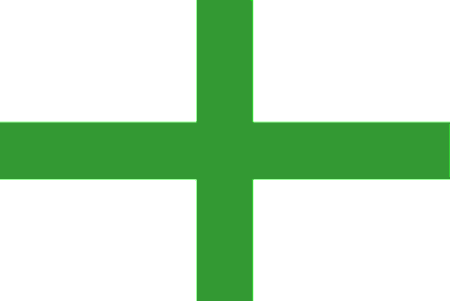
Bandiera dell'Ordine di San Lazzaro

Secondo la tradizione l'Ordine dei Cavalieri di San Lazzaro sorse intorno al 1063 d.C. nella città di Gerusalemme. Essi si occupavano di assistere i lebbrosi e ricevere i pellegrini che si recavano in Terra Santa, difendendoli in armi dagli attacchi dei musulmani. È in questo periodo che viene collocata la costruzione dell'ospedale fuori le mura di Gerusalemme, posto sotto la protezione di San Lazzaro. La struttura venne subito affidata ai Lazzariti, i quali furono accresciuti da san Basilio Magno, così come ricordato da Pio IV nella sua bolla e nell'opera di san Gregorio Nazianzeno dedicata allo stesso Basilio.
Cacciati i cristiani dalla Palestina, anche l'Ordine riparò in Europa, e nel 1154 il re di Francia Luigi VII detto il Giovane donò all'Ordine la terra e il castello di Boigny presso Orléans. Nel 1228 i cavalieri lazzariti gestiscono l'ospedale di Capua che, dopo un periodo di decadenza, assieme ad altri beni passa sotto il dominio dei Giovanniti. Il provvedimento è però revocato da Leone X, che restituisce ai lazzariti l'ospedale capuano e quelli di san Giovanni di Palermo e sant'Agata di Messina. Al riguardo il pontefice Paolo II assegna il titolo di "Maestro" al nosocomio capuano.
Era sotto la giurisdizione del patriarca greco-melchita di Gerusalemme e condotto da monaci retti dalla regola di San Basilio Magno.
L'ordine medioevale di San Lazzaro di Gerusalemme prese vita da questo ospedale e dall'ordine che lo gestiva verso il 1119. A differenza degli altri ordini militari e religiosi stabilitisi in Terra santa nel periodo precedente o durante la prima crociata, che dipendevano dalla Chiesa latina, i Lazzariti erano sotto la giurisdizione della Chiesa d'Oriente , anche se in seguito passarono sotto la giurisdizione della Chiesa di Roma . In assenza del patriarca greco-melchita, il gran maestro dei Lazzariti diventava grande elettore dell'arcivescovo di Armenia .
Dopo la presa di Gerusalemme da parte dei crociati, nel 1099, i cavalieri ammalati di lebbra andavano nell'ospedale di San Lazzaro a farsi curare, molti di essi entravano nella comunità monastica e ne pronunciavano i voti, pur mantenendo le loro prerogative cavalleresche.
Troviamo i Cavalieri di San Lazzaro a Gerusalemme sotto Baldovino II (1118-1131), il quale li prende sotto la sua protezione per favorirli nella cura dei lebbrosi. Altre fonti che abbiamo in merito a questo ordine risalgono al 1142 quando re Folco di Gerusalemme gli concede dei terreni.
Nel XII secolo i Lazzariti adottarono la regola di Sant'Agostino. In questa veste definitiva venne confermato come ordine religioso militare e ospedaliero con la bolla papale dell'11 aprile 1255 di papa Alessandro IV.
Fu prassi consolidata che il Gran Maestro dell'Ordine fosse sempre un guarito dalla lebbra. Questa usanza durò fin sotto al pontificato di Innocenzo IV, verso l'anno 1253. In quell'anno i cavalieri di san Lazzaro chiesero al pontefice facoltà di eleggere gran maestro qualcuno di loro che non fosse lebbroso, poiché gli infedeli avevano ammazzato tutti i cavalieri lebbrosi del loro ospedale di Gerusalemme.
Come principale attività essi si occuparono della cura dei lebbrosi e dell'accoglienza dei cavalieri di altri ordini che avevano contratto questa grave malattia. L'ordine dei Templari prevedeva nella sua regola la possibilità di entrare nell'ordine dei Lazzariti se affetti da lebbra.
Non è del tutto chiaro quando l'Ordine di San Lazzaro abbia assunto per la prima volta connotati militari, ma già nel 1187, dopo la presa di Gerusalemme da parte di Saladino i cavalieri di San Lazzaro erano presenti . Essi parteciparono attivamente alla presa di San Giovanni d'Acri nel 1191 nell'ambito della Terza crociata condotta da Filippo di Francia e Riccardo Cuor di leone. Durante la loro permanenza a Tolemaide i lazzariti ricevettero numerosi doni sia dai baroni latini che signoreggiavano quei luoghi sia da Federico II di Svevia e da alcuni pontefici.
Furono nella crociata del 1227 al fianco dell'imperatore Federico II Hohenstaufen e nel 1244 svolsero un ruolo eroico nella Battaglia di Gaza, dove tutti i cavalieri lazzariti rimasero uccisi sul campo assieme all'arcivescovo di Tiro.
Nel 1249 furono al fianco del Re di Francia nelle battaglie di Damietta e di Al Mansurah
Nel 1257 papa Alessandro IV confermò l'Ordine sotto la regola di Sant'Agostino. È in quest'epoca che la compagine cavalleresca prospera e si arricchisce soprattutto in Sicilia, Puglia e Campania, dove alle iniziali donazioni di Federico Barbarossa si aggiungono anche quelle di Enrico IV e Federico II; e poi di Enrico d'Inghilterra e di Teobaldo di Blois.
L'ordine, in questi due secoli, fondò commende in molti paesi europei: Francia, Inghilterra, Scozia, Germania, Paesi Bassi, Spagna, Italia, Svizzera, Fiandre, Slesia
Dopo una temporanea fase di declino tra il XIV e il XVI secolo in cui Sisto IV nel 1480 e Innocenzo III nel 1489 tentarono di unire l'Ordine a quello dei Giovanniti. Pio IV nel 1564 volle valorizzarlo in funzione anti-turca concedendo al gran maestro Giannotto Castiglioni i poteri necessari al suo risanamento morale ed economico ed ancora estendendo con Bolla pontificia la giurisdizione dell'Ordine su tutti i lebbrosari e i luoghi posti sotto l'invocazione di san Lazzaro. Una ulteriore misura fu quella del recupero delle commende precedentemente appartenute ai Lazzariti che nel frattempo erano state incamerate da alcuni Ordini.
Come stabilito nella bolla pontificia, Pio IV creò il Castiglioni gran maestro di tutto l'Ordine (totum Orbem).
Con la morte di Pio IV si intavolarono vane trattative per una possibile fusione con l'Ordine di Malta, all'esito delle quali, il Castiglioni, su consiglio del conte Carlo Cicogna, il 13 gennaio 1571 rinunciò al Gran Magistero in favore del duca Emanuele Filiberto di Savoia. Come conseguenza, nella Battaglia di Lepanto il 7 ottobre 1571, i cavalieri di san Lazzaro furono imbarcati sulle galere sabaude.

### Unificazione con l'Ordine di San Maurizio
Nel 1572, con bolle pontificie Gregorio XIII riunisce l'Ordine gerosolimitano di San Lazzaro, con tutte le sue rendite, a quello di San Maurizio, fondato nel 1434 dal duca Amedeo VIII di Savoia, dando così origine all'attuale Ordine dei Santi Maurizio e Lazzaro, il cui governo, gestione e gran magistero è stato conferito dalla Santa Sede irrevocabilmente al Capo della Real Casa Savoia, che regnò anche in Italia dal 1861 fino al 1946.

### La prosecuzione di un ramo indipendente in Francia
In Francia l'Ordine di San Lazzaro rimase sotto il gran magistero del Salviati e l'influenza della real casa francese, quindi i difficili negoziati per il passaggio di molte commende ivi possedute all'Ordine dei Santi Maurizio e Lazzaro non furono perfezionati a causa dell'opposizione dello stesso Salviati. Il re Enrico IV di Francia, dopo aver inizialmente dato l'exequatur alla bolla papale decise di appoggiare i cavalieri francesi di San Lazzaro che rifiutavano la bolla di scioglimento. Enrico IV nel 1604 istituì l'Ordine di Nostra Signora del Monte Carmelo, a carattere religioso e monastico, tant'è che i membri professavano i voti canonici: ad esso furono ceduti tutti i beni dell'Ordine di San Lazzaro ed in esso confluirono i superstiti frati lazzaristi, e ciò avvenne con la formale approvazione della Santa Sede. In Francia la nuova istituzione fu conosciuta con il nome completo di Ordine Riunito di Nostra Signora del Monte Carmelo e di San Lazzaro di Gerusalemme. Il gran maestro Filiberto di Nerestang ottenne dal pontefice Paolo V la riforma dell'Ordine con l'attribuzione di nuove insegne, nuovi titoli e statuti: nasceva l'Ordine Riunito di Nostra Signora del Monte Carmelo e di San Lazzaro (che tuttavia in Francia venne ancora chiamato di solito semplicemente Ordine di San Lazzaro). Al riguardo nel 1608 Enrico IV soppresse con proprie lettere patenti l'ufficio di gran maestro dell'Ordine di San Lazzaro, unificando il Gran Magistero dei due Ordini, e unì "commende, priorati e benefici" al costituito Ordine Riunito che stabilì la sua sede a Boigny presso Orleans sotto il gran magistero che lo stesso sovrano affidò a Filiberto di Nerestang. Dopo tale cerimonia, nella chiesa di san Lazzaro a Parigi, furono creati i primi cento cavalieri. Gran Maestro dell'Ordine di Nostra Signora del Monte Carmelo e di San Lazzaro allo scoppio della rivoluzione francese (che portò alla confisca dei beni e poi ad un'illegale soppressione) era il futuro Luigi XVIII di Francia.
Circa l'esistenza in epoca contemporanea dell'Ordine di San Lazzaro ramo di Boigny, l'Osservatore Romano con nota del 15-16 aprile del 1935 ebbe modo di ribadirne la definitiva soppressione nel 1608 ad opera di Paolo V e del sovrano francese Enrico IV.

## Gran Maestri dell'ordine dei cavalieri di San Lazzaro

### Superiori dell'ordine in Terrasanta
- Raynaud de Flory (1234-1254)
- Jean de Meaux (1254-1277)
- Thomas de Sainville (1277-1312)

### Superiori dell'ordine in Francia
- Adam de Veau (1312-1342).
- Jean de Paris (1342-1349).
- Jean de Coaraze, detto anche Courras o Couraze (1349-1354/55).
- Jean Le Conte (1354/55-1368).
- Jacques de Besnes detto anche de Baynes (1368-1384).
- Pierre des Ruaux (1413-1454).
- Guillaume des Mares (1454-1469)
- Jean Le Cornu (1469-1493).
- François d'Amboise (1493-1500), figlio di Carlo I d'Amboise e nipote di Emery d'Amboise, gran maestor dell'Ordine di San Giovanni di Gerusalemme.
- Agnan de Mareuil (1500-1519).
- Francesco di Borbone, conte di Saint-Pol (1519-1521)
- Claude de Mareuil (1521-1524), nipote di Agnan de Mareuil.
- Jean Conti (1524-1557).

### Gran Maestri dell'ordine in Francia
- Jean de Levis (1557-1564), gran maestro in virtù della bolla papale Nos igitur del 1489.
- Michel de Sèvre (1564-1578), cavaliere dell'Ordine di San Giovanni di Gerusalemme.
- Francesco Salviati (1578-1586), cugino e consigliere di Caterina de Medici.
- Michel de Sèvre (1586-1593)
- Aymar de Clermont de Chastes (1593-1603), cavaliere dell'Ordine di San Giovanni di Gerusalemme, Vice ammiraglio dei mari di Ponente.
- Charles de Gayand de Monterolles (1603-1604), nipote del precedente, assunse le funzioni di gran maestro de facto già dal 1599.
- Philibert de Nérestang, marchese di Nérestang (1604-1608), dal 1608 gran maestro degli ordini riuniti di San Lazzaro e di Nostra Signora del Monte Carmelo.